# آراشی‌یاما
آراشی‌یاما (به ژاپنی: 嵐山 アラシヤマ Arashiyama) نام علمی بر اساس کتاب ساکورای ژاپن
(Cerasus lannesiana 'arasiyama' Koidzumi) نام یک نوع درخت ساکورای باغی است. نام این ساکورا از محل آراشی‌یامای کیوتو گرفته شده‌است. برگ آن قرمز رنگ است و کمی دیرتر از گل آن سبز می‌شود.

## مختصات
- تعداد گلبرگ: ۵–۱۰ عدد
- رنگ: صورتی کمرنگ
- قطر گل: ۳٫۶ تا ۴٫۴ سانتیمتر
- زمان گل‌دهی:اوایل آوریل
- محل نمونه:باغ گیاه‌شناسی جنگل تاما و پارک شینجوکو گیوئن

## نگارخانه

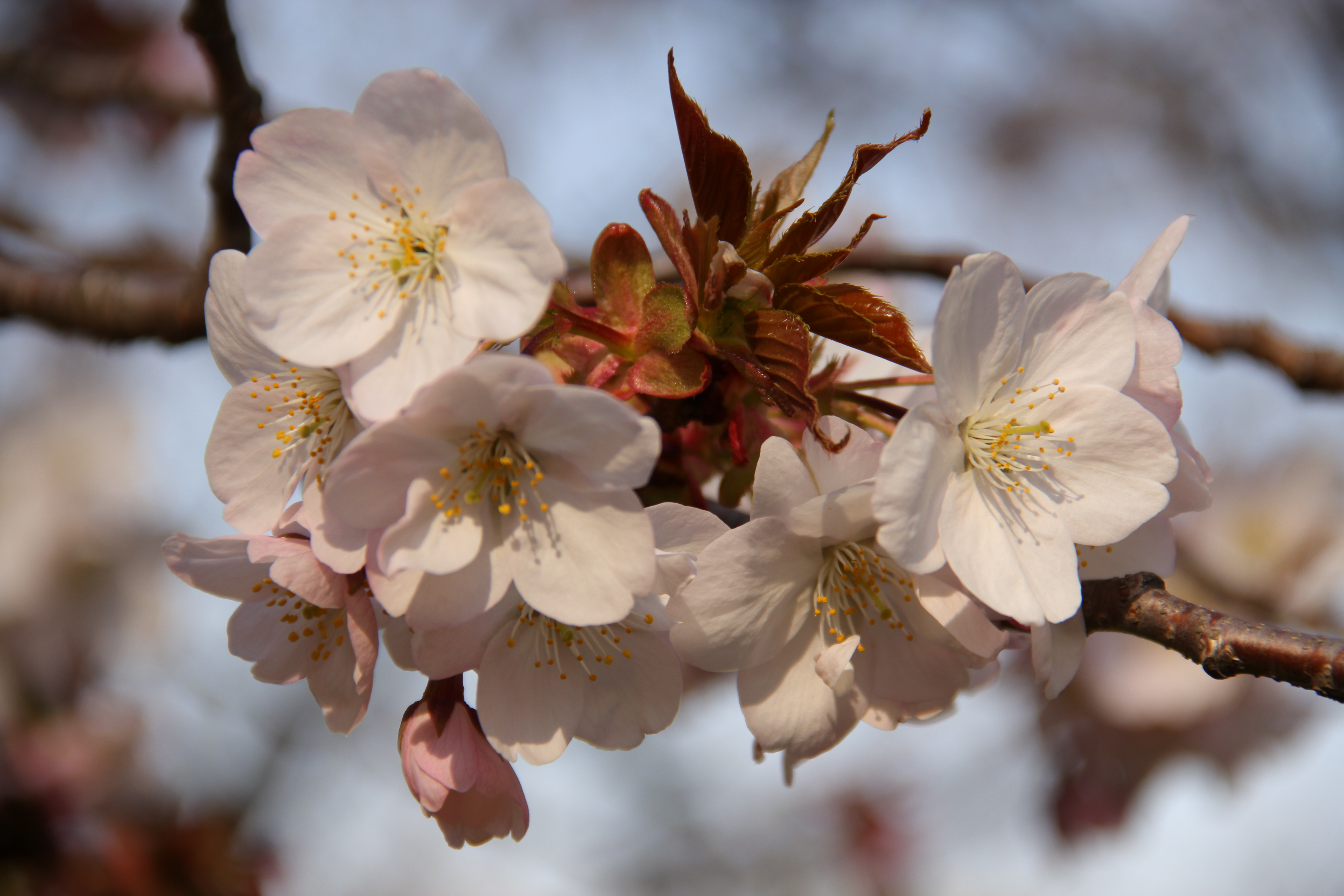
شکوفهٔ آراشی‌یاما در پارک شینجوکو گیوئن